# Lion rampant
Pour les articles homonymes, voir Lion Rampant (entreprise).
Cet article court présente un sujet plus développé dans : Lion (héraldique).

Lion rampant

Le lion rampant est une des formes du lion en héraldique où ce dernier est dans une position où il semble gravir une côte. Il peut symboliser la marque Peugeot ou l’étendard royal d'Écosse. Il est aussi un emblème pour d'autres pays, comme la Bulgarie.
Par défaut, le lion héraldique est rampant.